# Antioco di Sulcis
Antioco di Sulcis (Mauretania, 95 – Sulki, 13 novembre 127) fu uno dei primi martiri cristiani della Sardegna.

## Agiografia

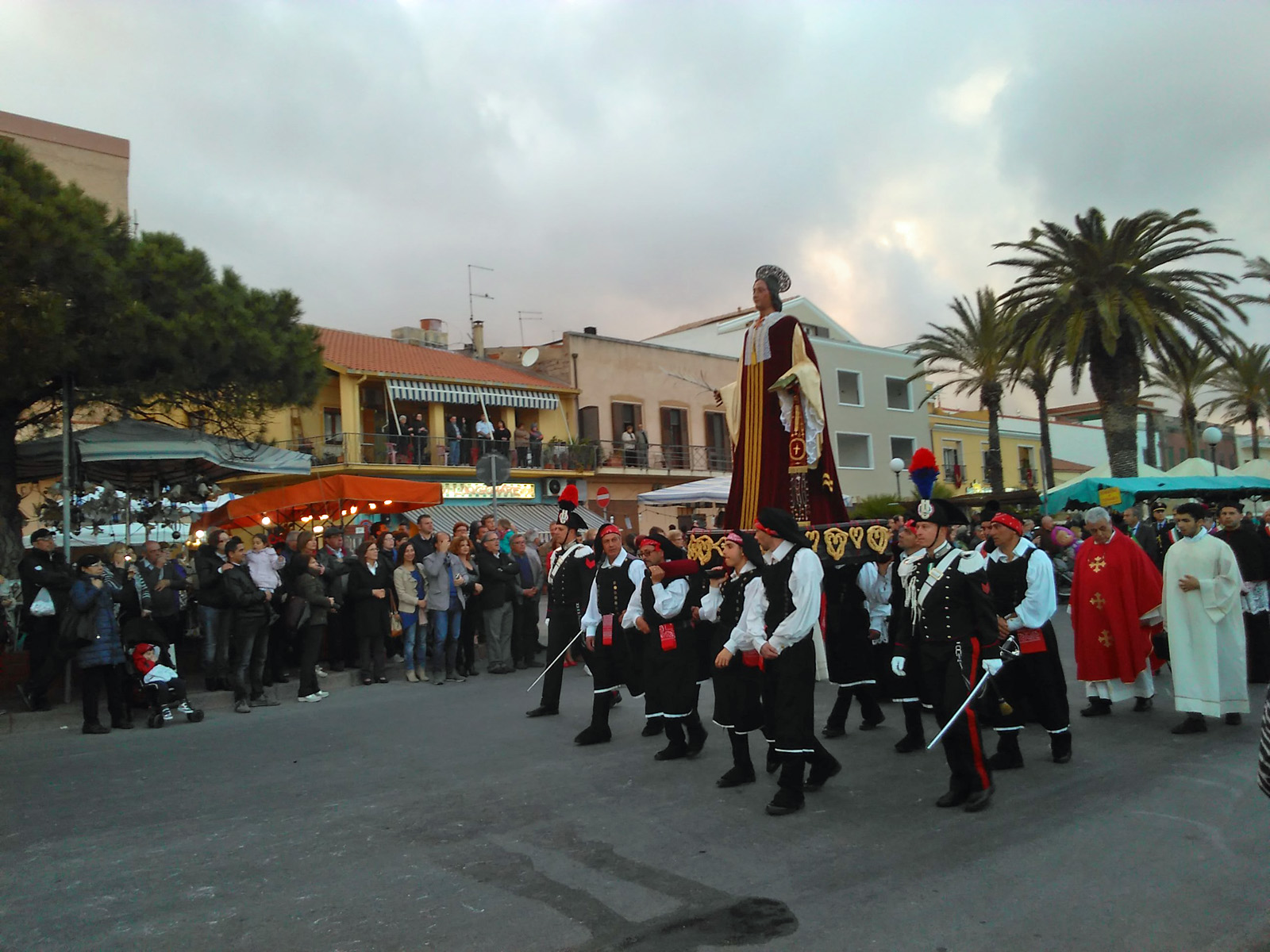
Processione della statua del santo a Sant'Antioco nel corso dell'annuale festa a lui dedicata

La sua figura è associata alle miniere sarde dalle quali i romani estraevano minerali e metalli pregiati: i romani condannavano spesso sia i prigionieri di guerra che i cristiani a lavorare in queste miniere.
La leggenda di Antioco vuole che egli sia stato condannato a lavorare in queste miniere nell'isola, allora inospitale, che veniva chiamata Plumbaria in quanto fonte di rifornimento del piombo. Egli doveva essere un medico durante l'impero di Adriano e operava in Cappadocia e in Galazia convertendo molte persone al Cristianesimo. Incarcerato per questo e sottoposto a tortura, fu quindi esiliato in Sardegna. Qui convertì il suo custode, il soldato Ciriaco, e riutilizzò cinque tombe appartenenti alla necropoli punica del VI secolo a.C., dove morì pregando per i sulcitani il 13 novembre dell'anno 127.
Lì riposò fino al 18 marzo 1615, giorno del rinvenimento del suo corpo nella catacomba a lui dedicata.

## Culto

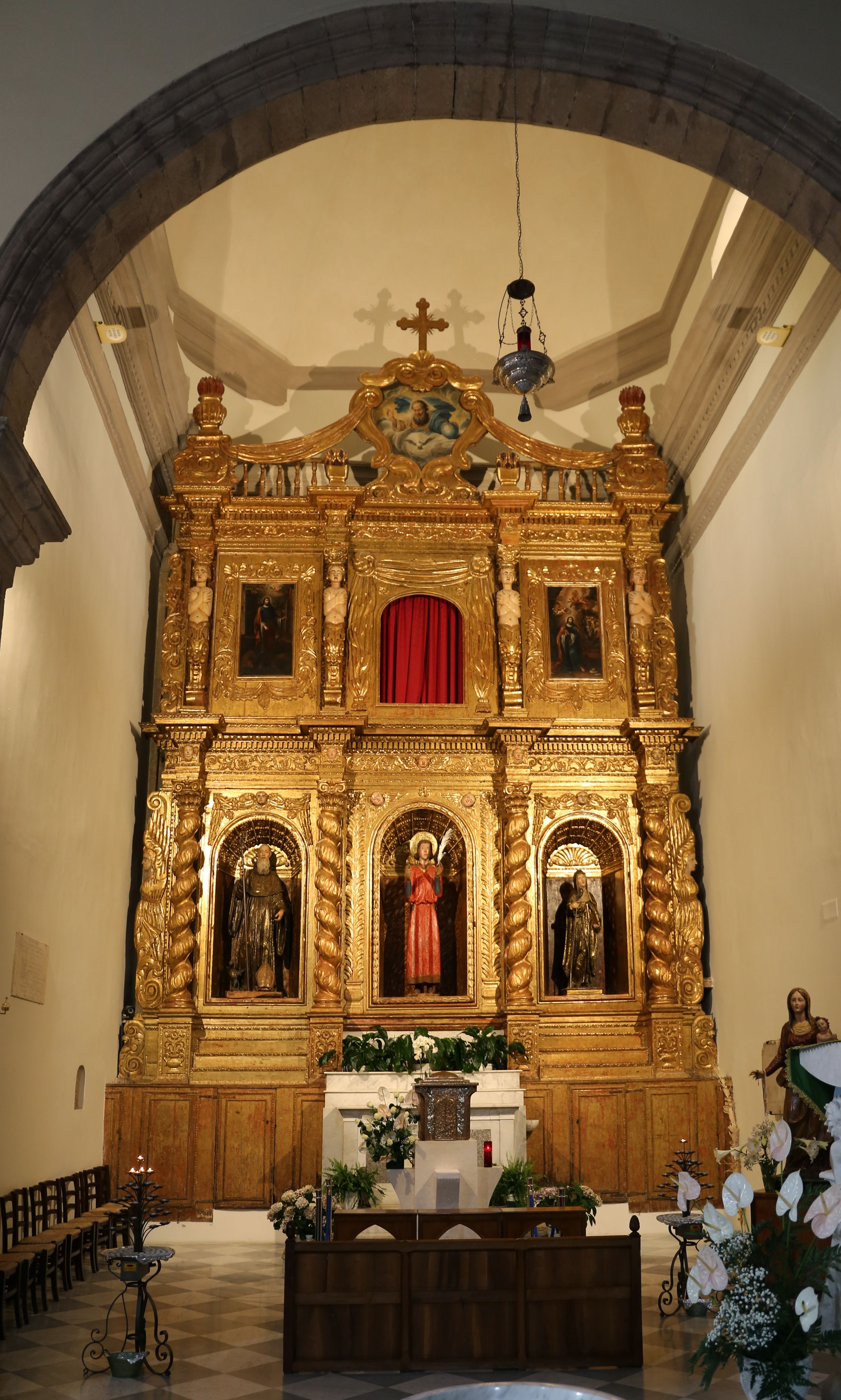
L'altare di Sant'Antioco nella cattedrale di Santa Chiara a Iglesias

La sua memoria liturgica ricorre il 13 dicembre.
(Martirologio Romano)
Nella diocesi di Iglesias e in quella di Ozieri viene festeggiato il 13 novembre. 
L'attuale comune sardo di Sant'Antioco e l'omonima isola prendono da lui il nome. Qui il santo viene festeggiato il quindicesimo giorno dopo Pasqua (la festa principale), il 1º agosto e il 13 novembre.